# Le Tour de chant de Gilbert Bécaud à l'Olympia
Albums de Gilbert Bécaud
Récital numéro 1 - Mes Grands Succés Alors raconte
(1956)
Le Tour de chant de Gilbert Bécaud à l'Olympia est le premier album enregistré à l'Olympia. Bécaud est accompagné de Raymond Bernard et son ensemble. Il est paru en 1955 au format 33 tours 25cm.

## Face A
| No  | Titre                          | Auteur                          | Compositeur    | Durée |
| --- | ------------------------------ | ------------------------------- | -------------- | ----- |
| A1. | Un nouveau printemps tout neuf | Charles Aznavour, René Vernadet | Gilbert Bécaud |       |
| A2. | Passe ton chemin               | Pierre Delanoë                  | Gilbert Bécaud |       |
| A3. | C'était mon copain             | Louis Amade                     | Gilbert Bécaud |       |
| A4. | Ça                             | Charles Aznavour                | Gilbert Bécaud |       |
| A5. | Les Enfants oubliés            | Louis Amade                     | Gilbert Bécaud |       |

## Face B
| No  | Titre                       | Auteur           | Compositeur                   | Durée |
| --- | --------------------------- | ---------------- | ----------------------------- | ----- |
| B1. | Laissez faire, laissez dire | Pierre Delanoë   | Gilbert Bécaud                |       |
| B2. | Pauvre Pêcheur              | Louis Amade      | Gilbert Bécaud                |       |
| B3. | Viens                       | Charles Aznavour | Gilbert Bécaud                |       |
| B4. | Je veux te dire adieu       | Charles Aznavour | Gilbert Bécaud                |       |
| B5. | Quand tu danses             | Pierre Delanoë   | Franck Gérald, Gilbert Bécaud |       |